# Condensador de iones de litio
Un condensador de iones de litio ( LIC por sus siglas en inglés ) es un tipo híbrido de condensador y está clasificado como un tipo de supercondensador. Como cátodo se usa normalmente carbón activado. El ánodo del LIC consiste en material de carbono que está previamente dopado con iones de litio. Este proceso de predopaje reduce el potencial del ánodo y permite un voltaje de salida relativamente alto en comparación con otros supercondensadores. 

## Historia
En 1981, el Dr. Yamabe de la Universidad de Kioto, en colaboración con el Dr. Yata de Kanebo Co., creó un material conocido como PAS (semiconductor poliacénico) al pirolizar resina fenólica a 400–700 °C. Este material carbonoso amorfo funciona bien como electrodo en dispositivos recargables de alta densidad de energía. Las patentes fueron presentadas a principios de la década de 1980 por Kanebo Co., y comenzaron los esfuerzos para comercializar condensadores PAS y condensadores de iones de litio (LICs). El condensador PAS se utilizó por primera vez en 1986 y el condensador LIC en 1991.

## Concepto

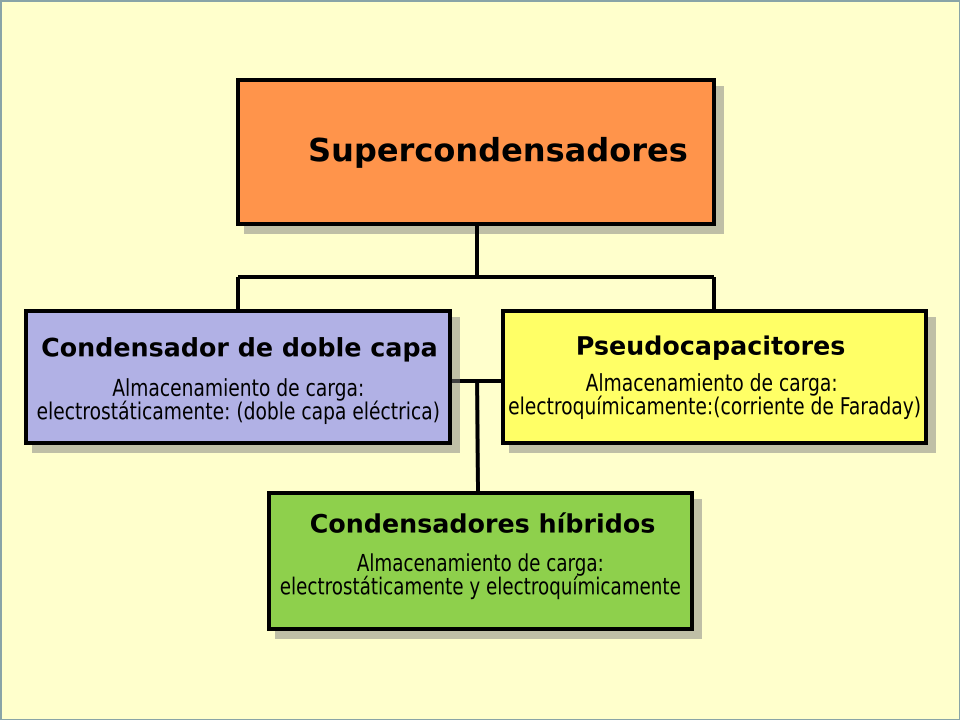
Clasificación jerárquica de supercondensadores y tipos relacionados.

Un condensador de iones de litio es un dispositivo híbrido de almacenamiento de energía electroquímica que combina el mecanismo de intercalación de un ánodo de batería de iones de litio con el mecanismo de doble capa del cátodo de un condensador eléctrico de doble capa (EDLC). La densidad de energía empaquetada de un LIC es aproximadamente de 20 Wh/kg, aproximadamente cuatro veces más alta que en un EDLC y cinco veces más baja que en una batería de iones de litio. Sin embargo, se ha demostrado que la densidad de potencia coincide con la de los EDLC, ya que puede descargarse completamente en segundos. En el electrodo negativo (cátodo), para el que a menudo se usa carbón activado, las cargas se almacenan en una doble capa eléctrica que se desarrolla en la superficie de contacto entre el electrodo y el electrolito. 
El electrodo positivo ( ánodo ) se hizo originalmente de óxido de titanato de litio, pero ahora se hace más comúnmente de carbono grafítico para maximizar la densidad de energía. El potencial del electrodo grafítico inicialmente en -0.1 V frente al SHE (electrodo de hidrógeno estándar) se reduce aún más a -2.8 V por intercalación de iones de litio. Este paso se conoce como "dopaje". Dopando el ánodo disminuye el potencial del mismo y conduce a un voltaje de salida más alto del condensador. Por lo general, los voltajes de salida para los LIC están en el rango de 3.8–4.0 V pero están limitados a voltajes mínimos permitidos de 1.8–2.2  V. Si el voltaje cae más bajo de estos valores, los iones de litio se desintercalarán más rápidamente de lo que pueden restaurarse durante el uso normal. Al igual que los EDLC, los voltajes del LIC varían linealmente, lo que aumenta las complicaciones al integrarlos en sistemas que tienen electrónica de potencia que esperan un voltaje estable de las baterías. Como consecuencia, los LIC tienen una alta densidad de energía, que varía con el cuadrado del voltaje.
La capacitancia del ánodo es de varios órdenes de magnitud mayor que la del cátodo. Como resultado, el cambio del potencial del ánodo durante la carga y descarga es mucho menor que el cambio en el potencial del cátodo. 
Se están investigando otros materiales anódicos candidatos como alternativa a los carbonos grafíticos, como el carbono duro, el carbono blando y los carbonos a base de grafeno.  El beneficio esperado en comparación con los carbonos grafíticos es aumentar el potencial del electrodo dopado mejorando la capacidad de potencia y la seguridad con respecto al revestimiento de metal. 
El electrolito utilizado en un LIC es una solución de sal de iones de litio que se puede combinar con otros componentes orgánicos y generalmente es idéntica a la utilizada en las baterías de iones de litio. 
Un separador evita el contacto eléctrico directo entre el ánodo y el cátodo.

## Propiedades
Las propiedades típicas de un LIC son 
- alta capacidad en comparación con un condensador, debido al gran ánodo, aunque baja capacidad en comparación con una celda de iones de litio
- alta densidad de energía en comparación con un condensador (14   Wh/kg[10]), aunque baja densidad de energía en comparación con una celda de iones de litio
- alta densidad de potencia
- alta fiabilidad
- temperaturas de funcionamiento que van desde − 20 °C a 70 °C.[11]
- baja autodescarga (<5% de caída de voltaje a 25 °C durante tres meses)

## Comparación con otras tecnologías.

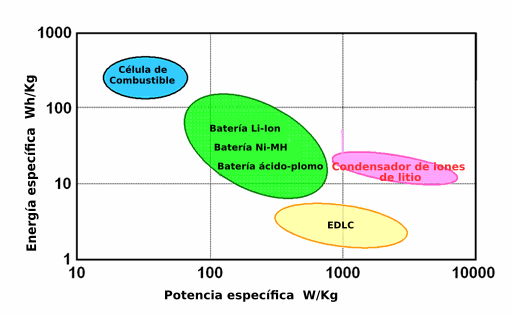
Trama de Ragone que compara los LIC con otras tecnologías

Las baterías, EDLC y LIC tienen diferentes fortalezas y debilidades, lo que las hace útiles para diferentes categorías de aplicaciones. Los LIC tienen densidades de potencia más altas que las baterías y son más seguros que las baterías de iones de litio, en las cuales pueden producirse reacciones térmicas fuera de control. En comparación con el condensador eléctrico de doble capa ( EDLC ), el LIC tiene un voltaje de salida más alto. Aunque tienen densidades de potencia similares, el LIC tiene una densidad de energía mucho más alta que otros supercondensadores. 
El diagrama de Ragone en la figura 1 muestra que los LIC combinan la alta energía de los LIB con la alta densidad de potencia de los EDLC. 
El rendimiento del ciclo de vida de los LIC es mucho mejor que las baterías y es similar a los EDLC.

## Aplicaciones
Los condensadores de iones de litio son bastante adecuados para aplicaciones que requieren una alta densidad de energía, altas densidades de potencia y excelente durabilidad. Como combinan una alta densidad de energía con una alta potencia específica, no hay necesidad de dispositivos de almacenamiento eléctrico adicionales en varios tipos de aplicaciones, lo que resulta en costos reducidos. 
Las aplicaciones potenciales para condensadores de iones de litio se encuentran, por ejemplo, en los campos de sistemas de generación de energía eólica, sistemas de fuente de energía ininterrumpida (UPS), compensación de caída de voltaje, generación de energía fotovoltaica, sistemas de recuperación de energía en maquinaria industrial y sistemas de transporte. 